# Pterolophia biochreovittata
Pterolophia biochreovittata là một loài bọ cánh cứng trong họ Cerambycidae.